# John Campbell, 1. Marquess of Breadalbane

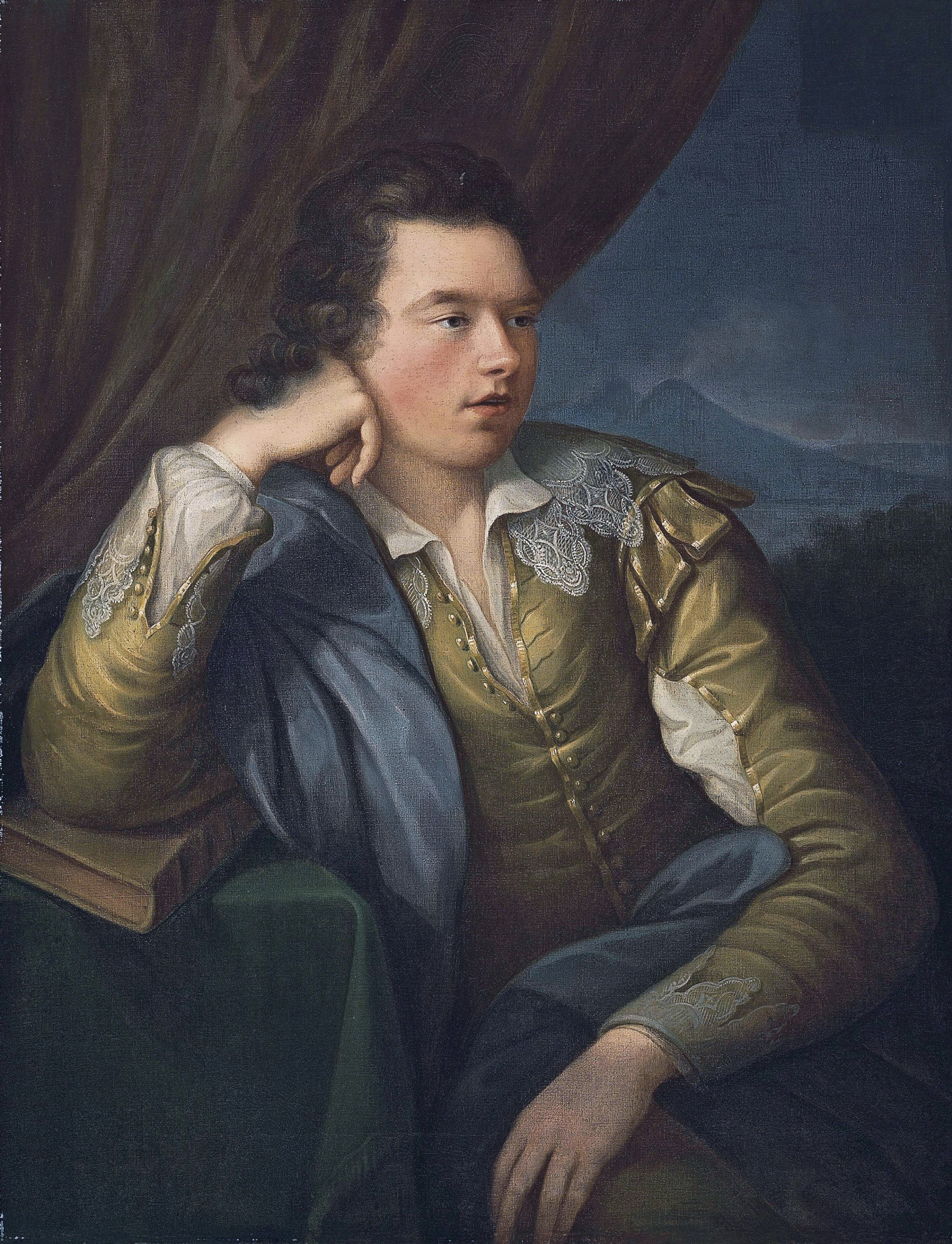
John Campbell, 1. Marquess of Breadalbane, gemalt von Angelica Kauffman (1741–1807)

John Campbell, 1. Marquess of Breadalbane (* 30. März 1762; † 29. März 1834 in Taymouth Castle, Perthshire) war ein britischer Adliger, Politiker und Offizier.

## Leben
Er entstammte einer Nebenlinie des Clan Campbell und war der ältere Sohn des Colin Campbell (1704–1772), Gutsherr von Carwhin House bei Kenmore in Perthshire, aus dessen Ehe mit Elizabeth Campbell († 1813). Er wurde am Winchester College ausgebildet.
Beim Tod seines Cousins dritten Grades John Campbell, 3. Earl of Breadalbane and Holland erbte er 1782 gemäß einer besonderen Erbregelung dessen schottische Adelstitel als 4. Earl of Breadalbane and Holland, 4. Viscount of Tay and Paintland, 4. Lord Glenorchy, Benederaloch, Ormelie and Weick und 8. Baronet, of Glenorchy, sowie einen wesentlichen Teil von dessen Ländereien einschließlich des Familiensitzes Taymouth Castle. Von 1784 bis 1806 war er als schottischer Representative Peer Mitglied des britischen House of Lords. 1784 wurde er als Fellow in die Royal Society aufgenommen.
Anlässlich der Koalitionskriege stellte er 1795 ein Regiment of Fencibles auf, dessen Lieutenant-Colonel er wurde. Innerhalb der British Army wurde er 1802 zum Colonel, 1809 zum Major-General und 1814 zum Lieutenant-General befördert. 1806 hatte er das Amt eines Councillor of State des Prince of Wales inne.
Am 13. November 1806 wurde ihm der britische Adelstitel Baron Breadalbane, of Taymouth Castle in the County of Perth, verliehen, wodurch er Anspruch auf einen dauerhaften Sitz im House of Lords erhielt. Am 12. September 1831 wurde er auch zum Marquess of Breadalbane und Earl of Ormelie erhoben.
Als er 1834 starb, erbte sein einziger Sohn seine Adelstitel.

## Ehe und Nachkommen
Am 3. September 1793 heiratete er Mary Turner Gavin († 1845), Tochter und Teilerbin des David Gavin, Gutsherr von Langton House in Berwickshire, und mütterlicherseits Enkelin des James Maitland, 7. Earl of Lauderdale. Mit ihr hatte er drei Kinder:
- Lady Elizabeth Maitland Campbell (1794–1878) ⚭ 1831 Sir John Pringle, 5. Baronet;
- Lady Mary Campbell (1795–1862) ⚭ 1819 Richard Temple-Nugent-Brydges-Chandos-Grenville, 2. Duke of Buckingham and Chandos;
- John Campbell, 2. Marquess of Breadalbane (1796–1862) ⚭ 1821 Lady Elizabeth Baillie, Schwester des George Baillie-Hamilton, 10. Earl of Haddington.